# Monodelphis americana
Monodelphis americana là một loài động vật có vú trong họ Didelphidae, bộ Didelphimorphia. Loài này được Müller mô tả năm 1776.